# Filialkirche Reyersdorf

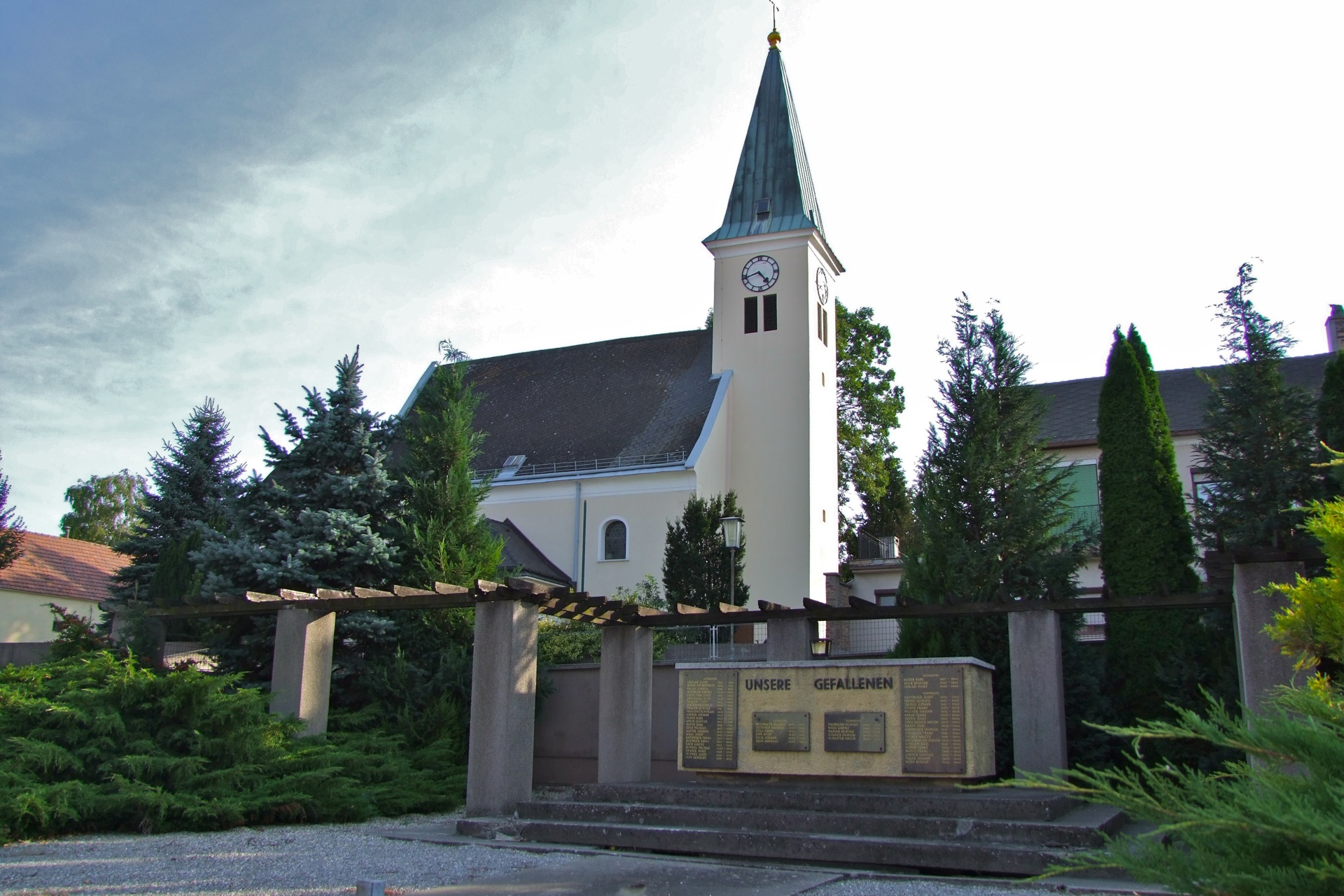
Filialkirche hl. Leonhard in Reyersdorf

Die römisch-katholische Filialkirche Reyersdorf steht in der Ortschaft Reyersdorf in der Gemeinde Schönkirchen-Reyersdorf im Bezirk Gänserndorf in Niederösterreich. Die dem Patrozinium hl. Leonhard von Limoges unterstellte Filialkirche der Pfarrkirche Schönkirchen gehört zum Dekanat Gänserndorf im Vikariat Unter dem Manhartsberg der Erzdiözese Wien. Die Kirche steht unter Denkmalschutz (Listeneintrag).

## Lagebeschreibung
Die Kirche ist weithin sichtbar. Sie steht leicht erhöht im Ortszentrum von Reyersdorf südlich der Hauptstraße.

## Geschichte
Die erste urkundliche Erwähnung von Reyersdorf erfolgte in der Pfarreinweihungsurkunde von Weikendorf aus dem Jahre 1115. Der Bau der damaligen Pfarrkirche in Reyersdorf wurde 1353 begonnen und laut Urkunde im Jahr 1354 fertiggestellt. Die ursprüngliche Pfarre war dem Stift Melk inkorporiert. Ab 1544 arbeitete die Kirche aufgrund fehlender Einkünfte stärker mit der Pfarre Schönkirchen zusammen, 1744 erfolgte die Fusion. Die kleine Kirche mit Chorquadrat wurde im 17. Jahrhundert wenig verändernd barockisiert. Am 1. Jänner 1994 erfolgte die Umbenennung auf „Pfarre Schönkirchen-Reyersdorf“.

## Architektur

### Kirchenäußeres

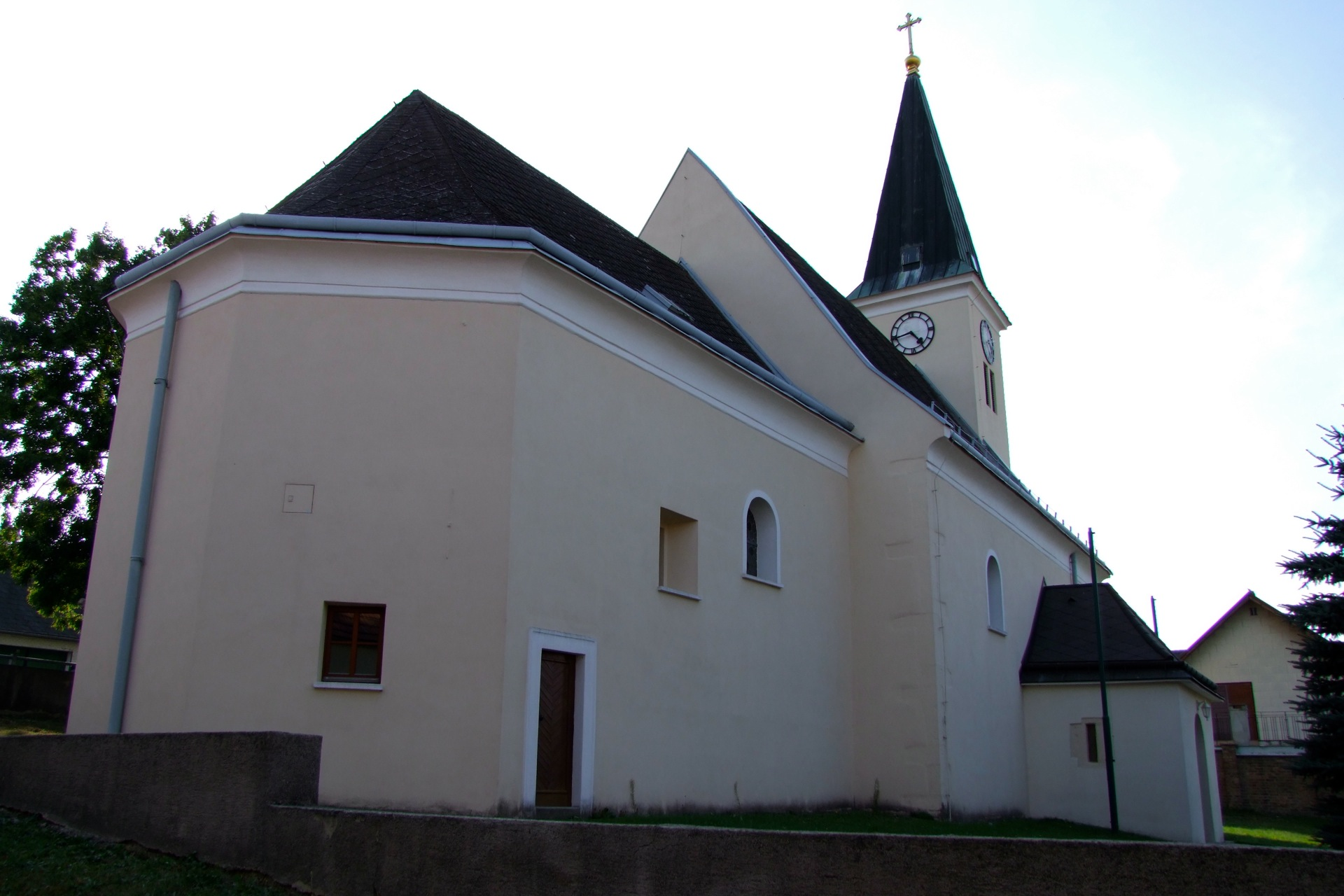
Blick auf den Chor der Kirche (2011)

Die kleine Kirche mit gotischem Chorquadrat hat einen mittelalterlichen Kern. Das Langhaus ist schlicht gehalten und weist ein steiles Satteldach auf. das Chorquadrat ist eingezogen, der barocke Schluss wurde angebaut. Die Segmentbogenfenster sind faschengegliedert. Der Westturm ist schlank gehalten und wurde im Stil des Barock errichtet. Die Schallfenster sind groß und der Turm wird von einem Spitzhelm bekrönt. Im Norden ist eine schlichte barocke Vorhalle an das Kirchenschiff angebaut. Vor der Kirche steht eine spätbarocke Figur des heiligen Florian aus der zweiten Hälfte des 18. Jahrhunderts auf einem Sockel.

### Kircheninneres
Das Langhaus der Kirche ist dreijochig und tonnengewölbt mit Stichkappen. Dazwischen sind Gurtbögen die auf flachen Doppelpilastern ruhen. Die dreiteilige Orgel ist kreuzgratunterwölbt. Ein schmaler, rundbogiger Triumphbogen trennt das Langhaus vom Kirchenschiff. Das Chorquadrat ist kreuzgratgewölbt. Auf dem figuralen Schlussstein ist das Lamm Christi dargestellt. Die zweiteilige Session und Sakramentsnische ist gotisch. Durch den ehemaligen geraden Abschluss wurde in späterer Zeit ein Durchgang zur Sakristei gebaut. Diese bildet gleichzeitig den 3/6-Schluss der Kirche in barocken Formen. In der Sakristei ist ein barockes Stuckmedaillon.

## Ausstattung
Die Einrichtung ist einheitlich neugotisch und stammt aus der zweiten Hälfte des 19. Jahrhunderts. Der Hochaltar besteht aus einem Dreifigurenschrein. In der Mitte steht eine Figur des heiligen Leonhard. Dieser wird flankiert von Figuren der Heiligen Petrus und Paulus. Auch die Seitenaltäre weisen Figurennischen auf. Auf dem rechten Seitenaltar steht eine Figur der Muttergottes, auf dem rechten eine Figur des heiligen Josefs. Die Kanzel ist mit Figuren der vier Evangelisten am Korb verziert. Barocke Bilder zeigen den heiligen Leonhard und Maria mit dem Kind. Beide wurden in der zweiten Hälfte des 18. Jahrhunderts gemalt.

## Orgel
Die Orgel mit 6 Registern stammt aus dem Jahr 1956 von Rudolf Novak.

## Geläut
Die beiden Glocken wurden 1949 gegossen, nachdem die alten Kirchenglocken als Kriegsbedarf gespendet werden mussten.